# Affaire Séverine Michelin
L'affaire Séverine Michelin est une affaire judiciaire française, concernant l'assassinat à coups de couteau de Frédéric Leclerc, un adolescent autiste, par sa mère filicide Séverine Michelin, qui a aussi tué sa chienne. Les faits se produisent à Landres, dans la nuit du 20 au 21 septembre 2016.
Séverine Michelin souffrait de dépression mais avait cessé son traitement peu avant les faits ; elle est reconnue coupable, puis condamnée en mars 2020 à 16 ans de réclusion criminelle.

## Chronologie des faits

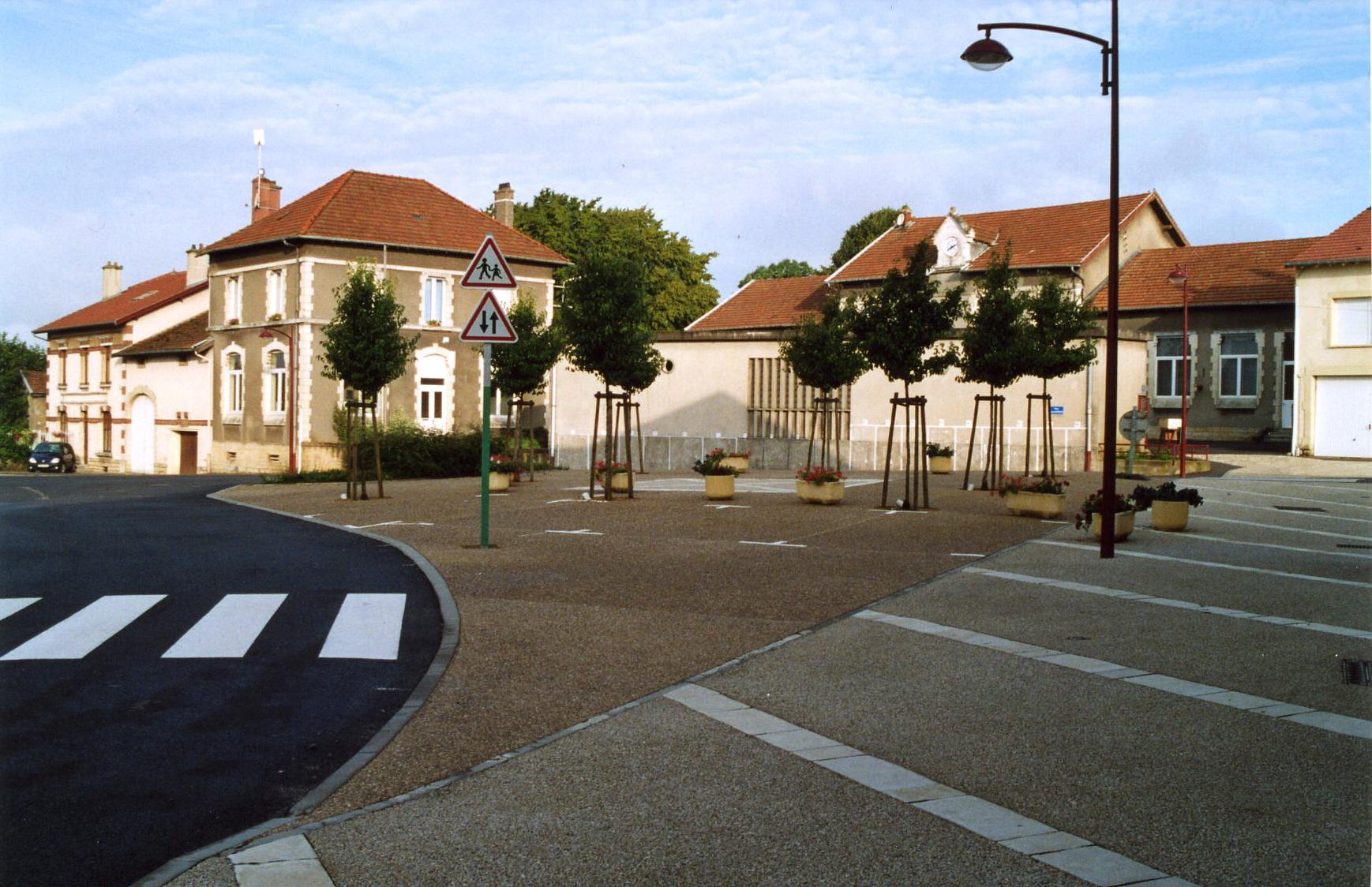
Mairie et école de Landres.

Les faits se produisent dans la soirée du 20 au 21 septembre 2016, alors que Séverine Michelin est seule dans son logement familial à Landres avec l'un de ses deux enfants et le chien de celui-ci.
D'après le compte-rendu des journalistes Antoine Petry et Christophe Godin, la mère de famille commence par tuer la chienne de l'adolescent, d'abord en tentant de l'étrangler, puis en lui donnant des coups avec un couteau de cuisine,.
Séverine Michelin tente ensuite d'empoisonner son fils autiste de 14 ans, Frédéric Leclerc, en lui faisant avaler des médicaments anxiolytiques, des antidépresseurs et du désinfectant ménager, qu'il vomit,,,,. Elle espérait pouvoir le tuer dans son sommeil.
Elle tue finalement son fils de six coups de couteau, avant de boire des produits toxiques (détergents, déboucheur de canalisations et eau de Javel) et de se blesser avec son couteau,,,. Elle prévient une voisine (ou bien prévient elle-même les secours,), après avoir passé la nuit à côté des cadavres de son fils et du chien,,.
Elle est découverte par les pompiers le matin du 21 septembre, vers 9 h 30, prostrée et en état de choc,,,. Le cadavre de l'adolescent est allongé sur un lit couvert de sang, atteint de six coups de couteau dans l'abdomen et le torse, plusieurs plaies étant létales,. Près de lui, le cadavre du chien a été poignardé à dix reprises.
Séverine Michelin est transférée à l'hôpital en soins somatiques, puis brièvement placée en garde à vue, son état psychologique ne permettant pas de l'interroger. Elle est ensuite internée en unité psychiatrique, puis en prison, en raison de la nature criminelle de son acte.
Une information judiciaire pour assassinat est ouverte le 23 septembre 2016. Lors de son audition, elle reconnaît avoir tué son fils.

## Profil de la meurtrière et des victimes
Séverine Michelin est une mère quadragénaire sans emploi, décrite par la procureure de Nancy comme « relativement isolée sur le plan social et familial »,. La magistrate estime qu'elle « s'occupait très bien » de son enfant. Le maire de Landres ajoute qu'elle est issue d'un milieu social modeste, n'a jamais fait parler d'elle et ne se plaint pas. Une première hypothèse est qu'elle ne supportait plus les troubles de son fils. Elle est séparée de son ex-mari, et déclare souffrir de solitude depuis que sa fille est partie vivre chez son père. Une première expertise psychiatrique conclut à une abolition du discernement pendant une dépression et donc une irresponsabilité pénale, mais une seconde expertise conclut à une altération du discernement simple, en soulignant qu'elle ne prenait plus ses médicaments contre la dépression depuis des mois, et qu'elle les a utilisés pour tenter de tuer son fils,,. L'expertise montre aussi qu'elle croyait devoir tuer son fils « pour le protéger ».
La victime, Frédéric Leclerc, est un adolescent autiste scolarisé en Belgique dans un établissement spécialisé handicap,,,,. Il partait tous les matins dans cet établissement, avant de revenir le soir. Il a également une sœur, partie vivre chez son père depuis quelques semaines précédant le meurtre.
La chienne avait été offerte à Frédéric par sa mère un an auparavant.

## Procès

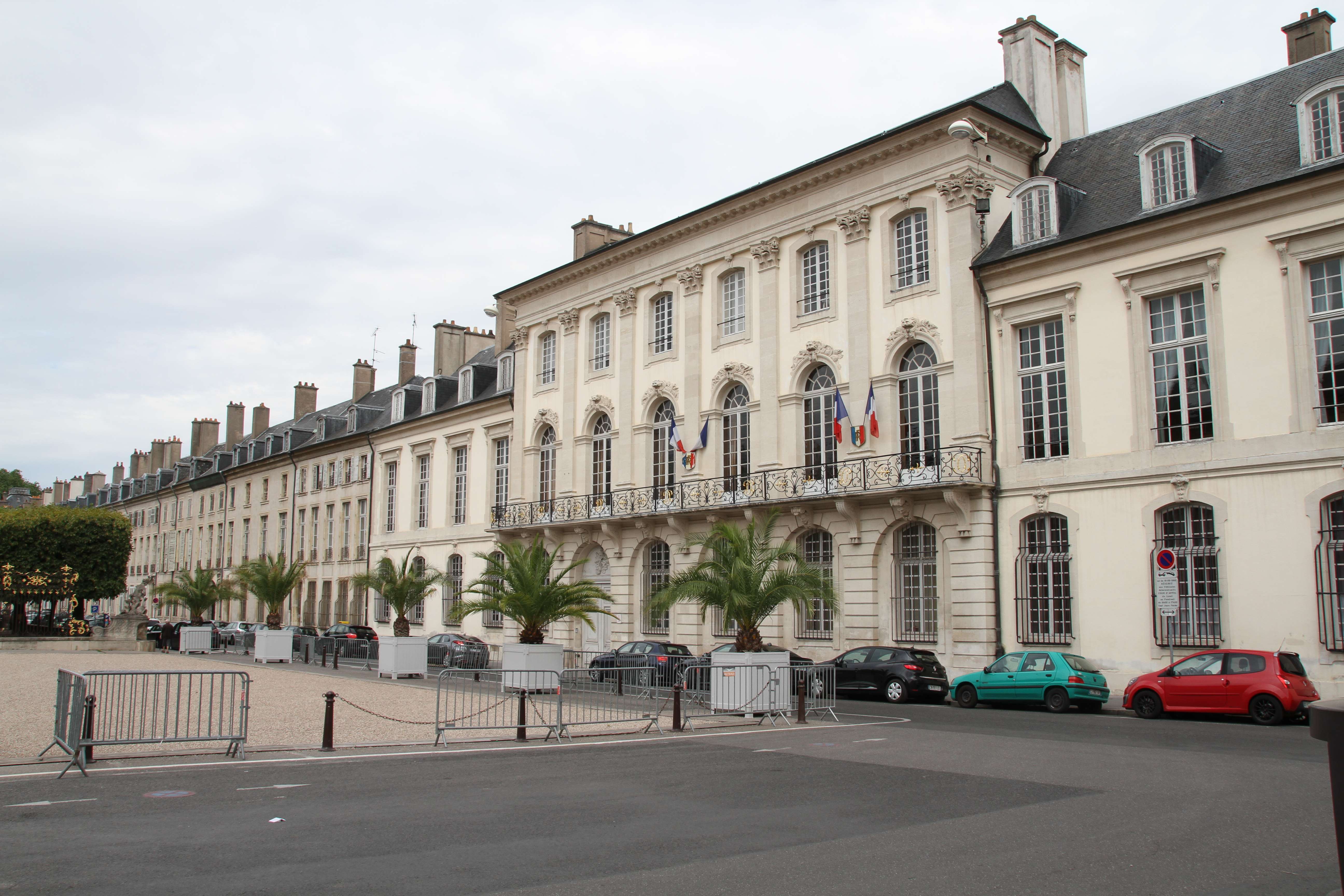
Cour d'appel de Nancy.

Le procès de Séverine Michelin dure trois jours. Elle avait initialement refusé de venir à la cour d'audience.
Jugée à la cour d'assises de Nancy, elle plaide coupable dès l'ouverture de son procès,.
Elle décrit Frédéric comme « l'enfant de la honte », mais affirme l'aimer. Durant la deuxième journée de son procès, après s'être montrée très « bavarde » depuis le début de son jugement, elle refuse de venir dans le box des accusés alors que sa fille déroule un témoignage « implacable »,.
Séverine Michelin revient à l'audience le troisième jour pour décrire la chronologie des faits.

## Condamnation
Séverine Michelin est finalement condamnée à 16 ans de réclusion criminelle par la cour d’assises de Meurthe-et-Moselle,. L'avocat général, Maxime Tebaa, avait réclamé 12 ans de réclusion,. Il déclare que l'accusée a « une large part de responsabilité » dans ce qui s'est passé, bien que la dépression sévère ait altéré son discernement,.
L'avocat de la meurtrière, Gérard Kremser, avait plaidé l'acquittement, mais il déclare ensuite que Séverine Michelin est satisfaite d'avoir été condamnée, et ne fera pas appel,,. L'avocat partie civile du père et de la sœur de Frédéric, Michel Gamelon, avait requis une peine réelle en raison des preuves de préméditation.
Le média La Croix souligne la lourdeur de cette condamnation, qui tranche particulièrement avec les autres cas de meurtres auticides en France, dans lesquels les peines prononcées étaient généralement du sursis, comme l'illustrent l'affaire Jeanne-Marie Préfaut et l'affaire Anne Pasquiou. Une explication possible serait que la cour d'assises ait retenu une tentative de manipulation de l'accusée pour faire croire à sa propre tentative de suicide, menant à un alourdissement de la peine prononcée.

## Médiatisation
Christophe Hondelatte détaille la personnalité de Séverine Michelin en septembre 2023 dans son émission de Europe 1, Hondelatte raconte, en reprenant sa phrase « je l’ai tué pour le protéger ».